# Randy Orton
Randal Keith Orton (* 1. April 1980 in Knoxville, Tennessee), besser bekannt unter seinem Ringnamen Randy Orton, ist ein US-amerikanischer Wrestler. Er steht seit 2001 bei WWE unter Vertrag und tritt in deren Wrestlingshow Raw auf. Orton ist ein vierzehnfacher World-Champion, der jüngste WWE World Heavyweight Champion sowie ein Grand Slam Champion. Bereits sein Großvater Bob Orton senior und sein Vater Bob Orton Jr. waren erfolgreiche Wrestler.

## Wrestling-Karriere

### Anfänge
Bereits zu Jugendzeiten wurde Orton professionell trainiert. In St. Louis lernte er von Wrestlern wie Ron Powers, Gary Jackson und Mark Bland. Im Jahr 1999 trat Orton dem South Broadway Athletic Club bei und arbeitete in St. Louis. Sein Vater Bob Orton Jr. begleitete ihn als Manager. Während dieser Zeit in Missouri zeigte die heutige WWE erstmals Interesse an ihm.

### World Wrestling Entertainment (seit 2001)

#### Ohio Valley Wrestling (2001–2002)
Im Jahr 2001 bestritt er – ohne Vertrag – sein erstes Match für die WWE. Er trat in der Nebenshow Sunday Night Heat gegen Billy Gunn an. Danach unterzeichnete er einen Fördervertrag mit der WWE.
Wie viele junge Wrestler vor ihm wurde Orton zunächst zu Ohio Valley Wrestling nach Louisville geschickt, um dort seine wrestlerischen Fähigkeiten zu verbessern. Dort durfte er zweimal den OVW Hardcore Title gewinnen. Trainiert wurde er hier unter anderem von seinem Vater, Danny Davis, Doug Basham und Nick Dinsmore.

#### Evolution und jüngster World Heavyweight Champion (2002–2004)

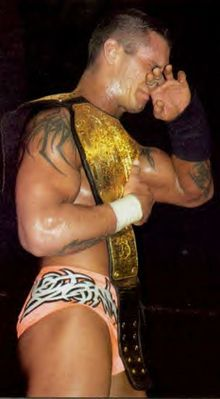
World Heavyweight Champion Randy Orton (2004)

Am 25. April 2002 debütierte Orton schließlich in der WWE. Anfangs wurde er bei SmackDown! eingesetzt. Nach einiger Zeit versetzte ihn die WWE ins Roster ihrer Montagsshow Raw. Im Januar 2003 wurde er Mitglied des Stables Evolution. In dieser Zeit gewann er den WWE Intercontinental Title von Rob Van Dam, musste ihn aber im Juni 2004 an Edge abgeben.
Beim PPV SummerSlam 2004 errang Orton den World Heavyweight Title von Chris Benoit. Mit diesem Sieg im Alter von 24 Jahren wurde er der bis dahin jüngste World Heavyweight Champion der WWE. Nach einem Monat verlor er den Titel bei Unforgiven an Triple H.

#### Legend Killerund Aufstieg in den Main Event (2005–2008)
Orton wurde im Jahr 2006 von WWE für geplante 60 Tage suspendiert. Er hatte mehrmals gegen das Wellnessprogramm der WWE verstoßen. Diese Suspendierung wurde jedoch auf Grund eines Fehdenprogrammes gegen Kurt Angle frühzeitig aufgehoben. Am 13. November 2006 gewann Orton zusammen mit Edge den World Tag Team Title. Bei der RAW-Ausgabe am 29. Januar 2007 mussten sie die Titel an John Cena und Shawn Michaels abgeben.
Am 31. August 2007 wurde eine Liste veröffentlicht, nach der Randy Orton und andere WWE-Wrestler von September 2004 bis Februar 2007 Dopingmittel von der Firma Signature Pharmacy bezogen haben sollen. Im Gegensatz zu den anderen betroffenen Wrestlern wurde Orton nicht mit einer Suspendierung bestraft, obwohl er bereits im Jahr 2006 auffällig geworden war. Stattdessen erhielt er ein WWE-Titelmatch bei Unforgiven 2007. Dies ist allerdings zurückzuführen auf die oben genannte Sperre, die sich auf ebendiesen Dopingmissbrauch bezog. Am 7. Oktober 2007 bei No Mercy wurde Orton zum WWE-Champion ernannt. An diesem Abend musste er den Titel zunächst an Triple H abgeben, gewann den Titel aber in einem weiteren Match zurück.

#### The Legacy und Face Turn (2008–2012)

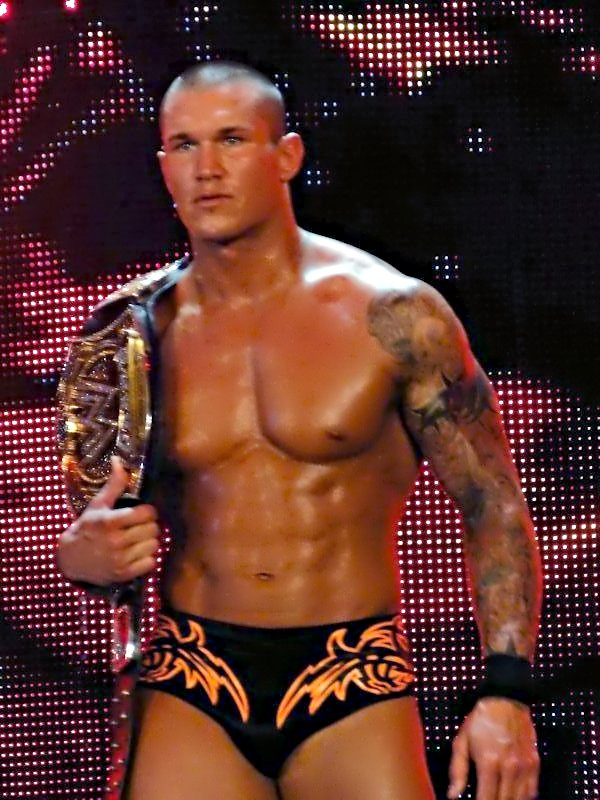
WWE Champion Randy Orton bei Raw (2009)

Bei Backlash im April 2008 verlor er seinen Titel in einem Fatal-4-Way-Match wieder an Triple H. Am 25. Januar 2009 gewann Orton zum ersten Mal den Royal Rumble. Bei der Großveranstaltung Backlash am 26. April 2009 errang er die WWE Championship von Triple H. Am 7. Juni 2009 bei Extreme Rules musste er den Titel wieder an Batista abgeben. Da sich dieser verletzte, wurde Orton am 15. Juni 2009 zum vierten Mal WWE Champion, nachdem er ein Fatal Four Way-Match bei Monday Night RAW gegen Triple H, Big Show und John Cena gewonnen hatte.
Am 13. September 2009 musste Orton den Titel bei der Großveranstaltung WWE Breaking Point an John Cena abgeben, erlangte ihn aber bei der Großveranstaltung Hell in a Cell gegen Cena zurück. Nach drei Wochen musste er beim PPV Bragging Rights den Titel wieder an John Cena abgeben.
Bei Night of Champions am 19. September 2010 bekam er die WWE Championship in einer Sixpack Challenge zwischen Edge, Wade Barrett, Chris Jericho, John Cena und dem bisherigen Titelträger Sheamus. Bei RAW am 22. November 2010 verteidigte Orton den Titel zunächst gegen Wade Barrett; anschließend verlor er ihn an The Miz.
Durch den WWE Draft 2011 am 25. April 2011 wurde Orton ins SmackDown-Roster gewechselt. Bereits am 3. Mai 2011 gewann er dort zum zweiten Mal die World Heavyweight Championship von Christian. Den Titel verlor er am 17. Juli 2011 bei der Großveranstaltung Money in the Bank wieder an Christian, konnte ihn aber knapp einen Monat später beim SummerSlam am 14. August zurückgewinnen. Den Titel verlor er endgültig bei Night Of Champions am 18. September 2011 an Mark Henry. Es folgten mehrere Midcard-Fehden gegen Cody Rhodes, Wade Barrett und Kane.
Am 30. Mai 2012 wurde Orton wegen eines zweiten Verstoßes gegen die WWE Wellness-Policy für 60 Tage suspendiert. Am 30. Juli 2012 kehrte er bei RAW zurück.

#### The Authority und World-Championship-Titelvereinigung (2013–2015)

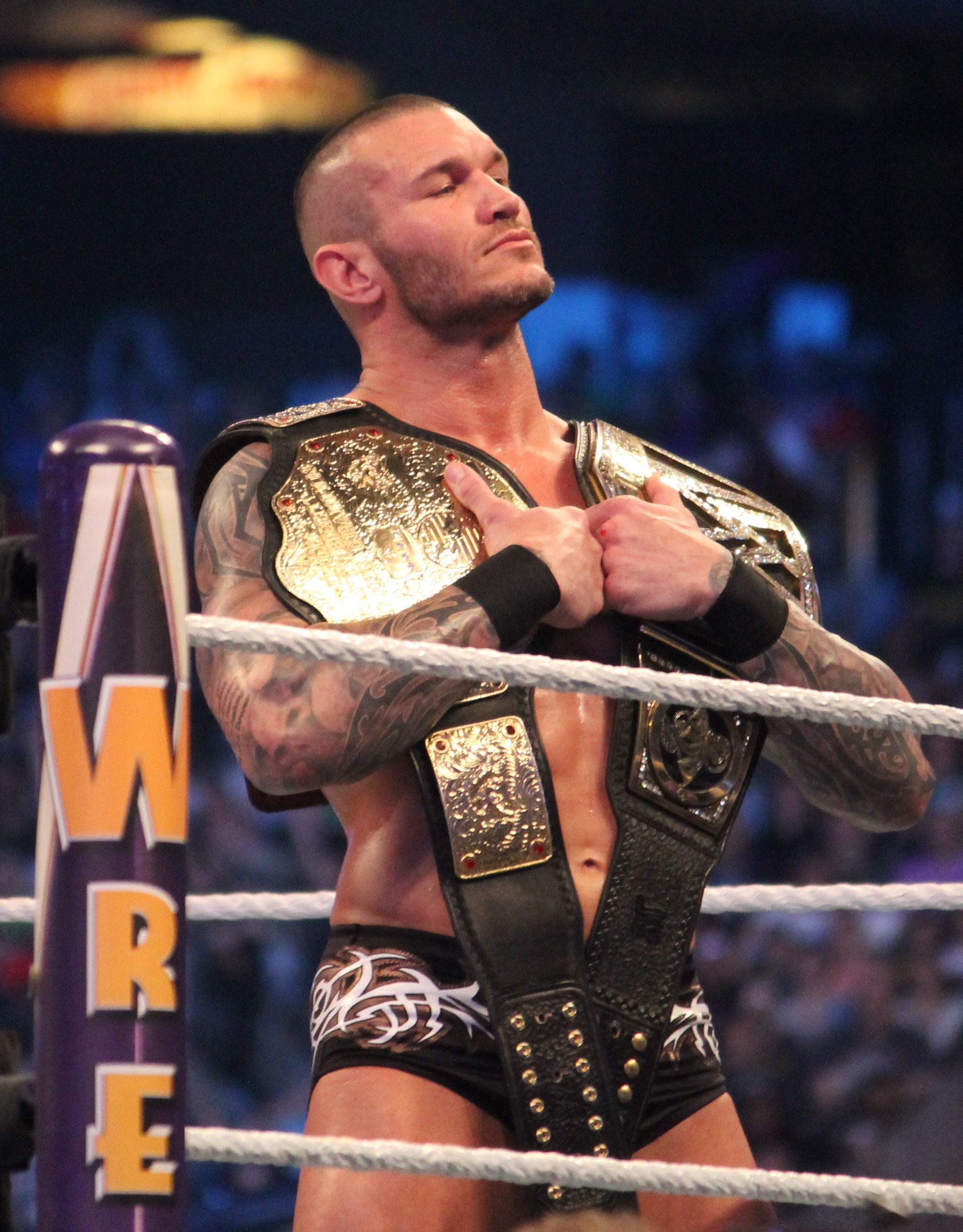
WWE World Heavyweight Champion Randy Orton bei WrestleMania XXX

Er gewann am 14. Juli 2013 das Money-in-the-Bank-Ladder-Match für die WWE World Heavyweight Championship. Die Klausel, die ihm ein sofortiges Titelmatch garantierte, löste er einen Monat später beim Summerslam erfolgreich gegen Daniel Bryan ein und wurde damit zum siebten Mal WWE Champion. Nur einen Monat später gab er den Titel bei der nächsten Großveranstaltung wieder an Bryan ab. Am 27. Oktober 2013 konnte er den vakanten Titel in einem Match gegen Daniel Bryan bei der Großveranstaltung WWE Hell in a Cell wieder gewinnen. Bei WWE TLC am 15. Dezember 2013 besiegte er John Cena in einem TLC-Match, um zum vierten Mal World Heavyweight Champion zu werden. Dabei wurden beide Titel vereinigt und Orton wird damit als erster WWE World Heavyweight Champion bezeichnet. Am 6. April 2014 verlor er den Titel bei WrestleMania XXX in einem Triple Threat Match an Daniel Bryan.

#### Verschiedene Fehden und Grand Slam Champion (2016–2018)
Mit dem WWE Draft vom 19. Juli 2016 wurde Orton dem SmackDown-Roster zugeteilt. Am 24. Juli 2016 kehrte er bei der Veranstaltung WWE Battleground nach einer 9-monatigen Pause aufgrund einer Schulterverletzung zurück. Am 26. Juli gab er sein In-Ring-Comeback gegen den Intercontinental Champion The Miz. Er begann im August 2016 eine Fehde gegen Bray Wyatt. Während dieser Fehde schloss er sich der Wyatt Family an. Am 4. Dezember 2016 bei TLC: Tables, Ladders & Chairs gewannen er und Bray Wyatt die WWE SmackDown Tag Team Championship von Heath Slater und Rhyno. Da die Wyatt Family die Titel unter der Freebird Rule verteidigen durfte, war Luke Harper ebenfalls Champion. Am 27. Dezember 2016 bei SmackDown verloren er und Luke Harper die Titel an American Alpha (Chad Gable und Jason Jordan).
Am 29. Januar 2017 gewann er zum zweiten Mal den Royal Rumble. Im Vorfeld von WrestleMania 33 wurde Orton von der Wyatt Family getrennt. Am 2. April 2017 bei WrestleMania 33 erhielt er zum neunten Mal die WWE Championship, indem er Bray Wyatt besiegen durfte. Seinen Titel verlor er am 21. Mai 2017 bei Backlash an Jinder Mahal.

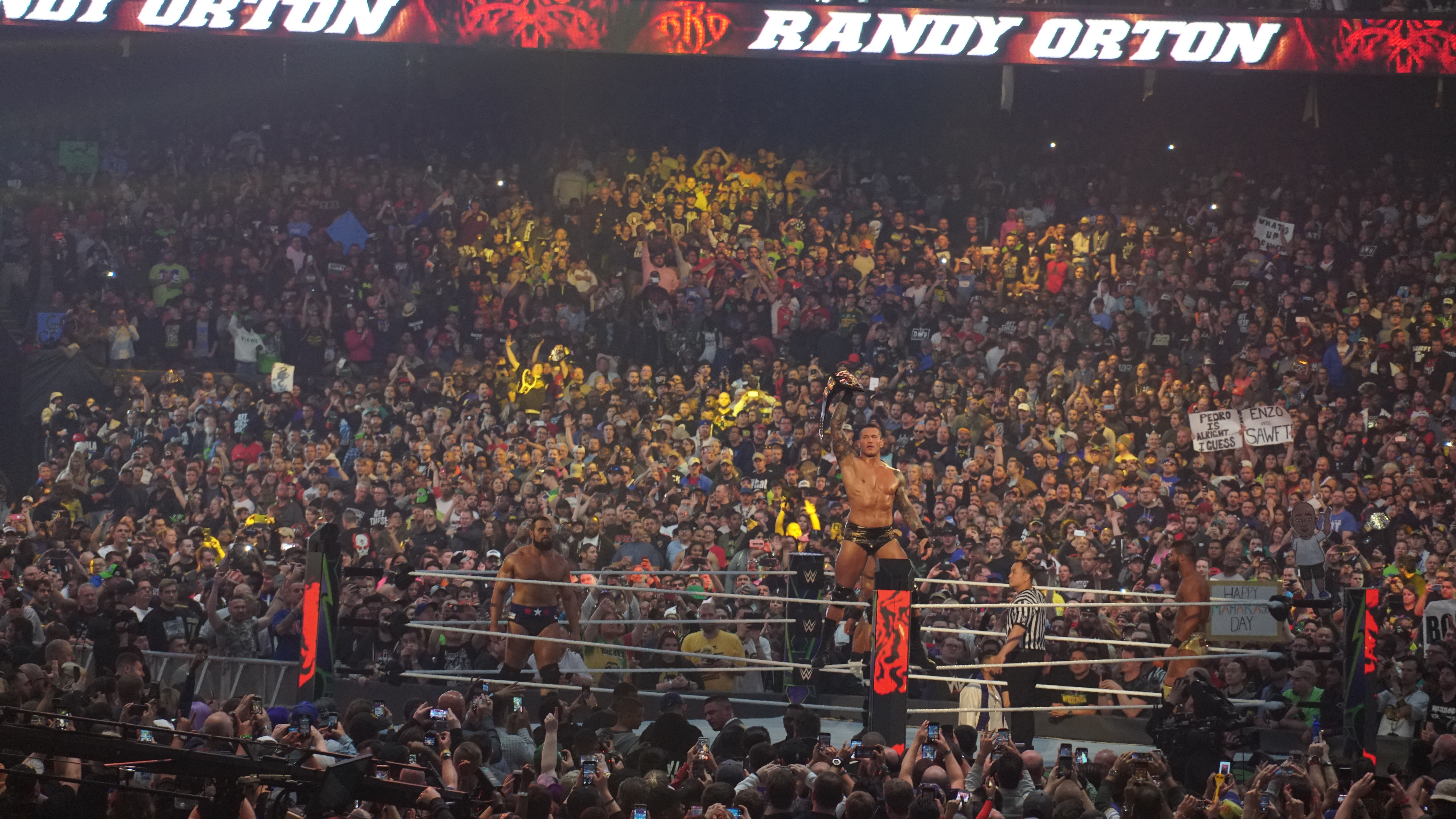
United States Champion Randy Orton bei WrestleMania 34

Am 20. August 2017 gewann er binnen weniger Sekunden ein Match bei der Großveranstaltung SummerSlam gegen Rusev, der ihn noch vor Matchbeginn attackierte.
Durch einen Sieg gegen Bobby Roode gewann er am 11. März 2018 bei Fastlane zum ersten Mal in seiner Karriere die WWE United States Championship. Damit vervollständigte er den Grand Slam. Den Titel verlor er jedoch schon wieder nach 28 Tagen Regentschaft an Jinder Mahal bei WrestleMania 34 dies war ein Fatal Four Way Match an dem auch Bobby Roode und Rusev beteiligt waren.

#### Rückkehr desLegend Killersund vierzehnfacher World Champion (seit 2018)
Nachdem Titelverlust erfolgten kleinere Fehden unter anderem gegen Jeff Hardy und Rey Mysterio. Am 17. Februar 2019 bestritt Orton ein Elimination Chamber Match um die WWE Championship gegen den damaligen Champion Daniel Bryan, Samoa Joe, Kofi Kingston, AJ Styles und Jeff Hardy, das Match konnte er jedoch nicht für sich entscheiden und den Titel sich damit auch nicht sichern. Bei WrestleMania 35 bestritt er ein Match gegen AJ Styles, welches er jedoch verlor. Er nahm am Money in the Bank Ladder Match am 19. Mai 2019 teil, das Match gewann er jedoch nicht. Am 7. Juni 2019 bestritt Orton ein Singles Match gegen Triple H bei WWE Super ShowDown, welches er gewann. Am 11. August 2019 bestritt er ein Match um den WWE Championship gegen Kofi Kingston beim WWE SummerSlam, welches mit Double Countout endete, der Titel wechselte hierdurch nicht. Am 15. September 2019 bestritt er erneut ein Match gegen Kofi Kingston um die WWE Championship, das Match gewann er jedoch nicht. Im Rahmen des WWE Drafts wechselte Orton am 11. Oktober 2019 von SmackDown zu Raw. Am 24. November 2019 bestritt er bei WWE Survivor Series zusammen mit Drew McIntyre, Ricochet, Seth Rollins und Kevin Owens ein Traditional Survivor Series Elimination Match gegen Braun Strowman, Roman Reigns, Mustafa Ali, King Corbin, Shorty G., Damian Priest, Matt Riddle, Keith Lee, WALTER und Tommaso Ciampa. Dieses Match verlor er.
Im Januar 2020 startete er als die Nummer 25 in das diesjährige Royal-Rumble-Match, wo er Karl Anderson eliminierte, bevor er von Edge eliminiert wurde. Im Frühjahr begann eine Fehde zwischen ihm und Edge, dies führte zu zwei Auseinandersetzungen bei den folgenden Pay-Per-Views. Beide konnten jeweils ein Match für sich entscheiden. Am 25. Oktober 2020 gewann er den WWE Championship bei Hell in a Cell von Drew McIntyre. Die Regentschaft hielt 22 Tage. Orton verlor den Titel am 16. November 2020 wieder an McIntyre.
Am 20. Dezember 2020 bei TLC: Tables, Ladders & Chairs bestritt er gegen Bray Wyatt, dass erste Firefly-Inferno-Match, dieses gewann er. Nach diesem Match wurde die Fehde, über die Wochen bei Mondaynightraw weitergeführt. Alexa Bliss begann dann mit ihm Psychospielchen zu spielen. Am 31. Januar 2021 nahm er am Royal Rumble Match teil, dieses konnte er jedoch nicht gewinnen, nachdem er von Edge eliminiert worden war. Dies führte zu einem Match zwischen beiden, dieses verlor er jedoch nachdem Alexa Bliss in das Match eingriff. Die Fehde zwischen beiden, wurde dann weitergeführt. Am 21. März 2021 bestritt er bei WWE Fastlane ein Match gegen Alexa Bliss, dieses verlor er jedoch nachdem „The Fiend“ Bray Wyatt zurückkehrte. Dies führte bei WrestleMania 37 zu einem Match zwischen beiden, dieses gewann er.
In der Raw-Ausgabe vom 19. April 2021 besiegte Riddle Randy Orton, was dazu führte, dass Orton mit Riddle ein Tag-Team namens „RK-Bro“ bildete. In der Raw-Episode vom 9. August kehrte Randy Orton zurück und verpasste Riddle einen RKO. Bei der Raw-Ausgabe vom 16. August vereinte sich das Tag Team wieder. Am 21. August 2021 bei SummerSlam 2021 gewann er zusammen mit Riddle die Raw Tag Team Championship, hierfür besiegte er AJ Styles und Omos. Die Regentschaft hielt 142 Tage; das Duo verlor die Titel am 10. Januar 2022 an Chad Gable und Otis. Die Titel gewannen sie am 7. März 2022 zurück. Hierfür besiegten sie Chad Gable und Otis sowie Kevin Owens und Seth Rollins. Die Regentschaft hielt 74 Tage, bis sie die Titel am 20. Mai 2022 an The Usos in einem Champion vs. Champion Winner Take All Unification Match abgeben mussten. Nach dem Verlust der Titel wurde er aufgrund einer Rückenverletzung aus den Shows geschrieben.
Er kehrte bei dem Event Survivor Series 2023 zurück und gewann anschließend ein War Games Match gemeinsam mit Cody Rhodes, Seth Rollins, Jey Uso und Sami Zayn gegen The Judgement Day und Drew McIntyre. Anschließend fehdete er wieder mit der Bloodline, welche laut Storyline für seine Rückenverletzung sorgten. Deshalb nahm er in einem Fatal 4 Way Match gegen Roman Reigns, AJ Styles und LA Knight teil, das Match verlor er, ohne gepinnt zu werden. Um eine Titelchance zu erhalten, nahm er am King and Queen of the Ring Turnier teil, unterlag jedoch im Finale dem Sieger Gunther. Das Match ist jedoch ein wenig umstritten gewesen, da Ortons Schulter beim Cover nicht bis 3 auf der Matte war. Wegen diesem Ereignis bei King of the Ring und dem anschließenden Gewinn des World Heavyweight Championship von Gunther forderte Randy Orton Gunther zu einem Titelmatch bei Bash in Berlin heraus. Das Match verlor er jedoch.
Randy Orton betrat während der Folge 11/8 von WWE SmackDown die Bühne und forderte sofort Kevin Owens heraus. KO griff Orton während Crown Jewel 2024 an und der Ansturm führte schließlich zur Absage ihres Matches, es gab weitere Angriffe gegen Orton. Nach einem erneuten Angriff macht Kevin Owens einen verbotenen Move (den Piledriver) gegen Randy Orton und verletzte ihn wieder. Orton fiel danach vom 9. November 2024 bis zum 14. März 2025 verletzt aus. Er feierte bei SmackDown sein In-Ring-Comeback und besiegte Carmelo Hayes. 
Zu einem Match gegen Owens bei Wrestlemania 41 kam es nicht, da sich dieser verletzte. Stattdessen besiegte Orton dann den TNA-Champion Joe Hendry, ehe er in der darauffolgende Raw-Ausgabe den 17-fachen-WWE-Champion John Cena mit einem RKO niederstreckte und so seine Ambitionen auf einen erneuten Gewinn des Titels klar machte. Das Match wurde für das PLE Backlash angesetzt. Nach einem chaotischen Finale konnte sich dort allerdings Cena wie bereits bei Wrestlemania durch einen illegalen Schlag mit dem Championgürtel durchsetzen.
Bei Night of Champions am 28. Juni in Riad wurde Orton wie im Jahr zuvor von Gunther im Finale des King of the Ring-Turniers besiegt - dieses Mal von Cody Rhodes. Auch beim Summerslam 2025 war er an der Seite von Jelly Roll gegen Drew McIntyre und Logan Paul nicht erfolgreich.

## Videospiel- und Filmauftritte
Orton war der Cover-Athlet für das Videospiel WWE '12. Er wurde in der Hauptrolle des Actionfilms The Marine 2 besetzt, aber nachdem er sich das Schlüsselbein verletzt hatte, wurde er durch Ted DiBiase ersetzt. Er hatte eine Nebenrolle im Comedy-Drama-Film That's What I Am. Orton sollte in dem Actionfilm The Marine 3: Homefront die Hauptrolle spielen, wurde jedoch durch The Miz ersetzt. Orton übernahm später die Hauptrolle im Actionfilm 12 Rounds 2: Reloaded. Im Jahr 2015 spielte er in The Condemned 2 mit. Er hatte auch eine Gastrolle in der Serie Shooter.

## Privatleben
Randy Orton wurde unehrenhaft aus der Armee entlassen und saß deshalb 38 Tage im Armee-Gefängnis.
Im November 2005 gab Orton die Verlobung mit seiner Freundin Samantha Speno bekannt. Am 21. September 2007 heirateten die beiden. Im Dezember 2007 kündigte Orton an, dass er und seine Frau ihr erstes Kind, eine Tochter erwarten. Am 12. Juli 2008 wurde Alanna Marie Orton geboren. Im Juli 2013 berichtete die TMZ, dass Orton und Speno sich nach der Trennung Ende 2012 geschieden haben. Seit 14. November 2015 ist er mit Kimberly "Kim" Orton, geb. Kessler verheiratet. Zusammen haben sie eine Tochter, Brooklyn Rose Orton
Am 30. Juli 2013 wurde Randy Orton von einem Zuschauer in Kapstadt während einer WWE Smackdown Tour durch Südafrika angegriffen. WWE erklärte, dass der Angriff nicht Teil der geplanten Veranstaltung war.

## Titel und Auszeichnungen
- Pro Wrestling Illustrated

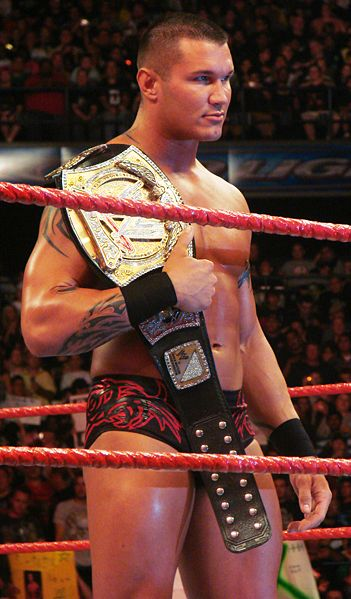
WWE Champion Randy Orton bei No Mercy (2007)

  - Feud of the Year (2009) – vs. Triple H
  - Most Hated Wrestler of the Year (2007, 2009)
  - Most Improved Wrestler of the Year (2004)
  - Most Popular Wrestler of the Year (2010)
  - Rookie of the Year (2001)
  - Wrestler of the Year (2009, 2010)
  - Nummer 1 der Top 500 Wrestler in der PWI 500 (2008)

- Ohio Valley Wrestling
  - OVW Hardcore Championship (2×)

- World Wrestling Entertainment
  - WWE Championship (10×)
  - World Heavyweight Championship (4×)
  - WWE Intercontinental Championship (1×)
  - WWE United States Championship (1×)
  - World Tag Team Championship (1×) – mit Edge
  - WWE SmackDown Tag Team Championship (1×) – mit Bray Wyatt und Luke Harper
  - WWE Raw Tag Team Championship (2×) – mit Riddle
  - Royal Rumble (2009, 2017)
  - Mr. Money in the Bank (2013) – Raw
  - Grand Slam
  - Triple Crown
  - Slammy Award (2×)
    - Hashtag of the Year (2014) – #RKOOuttaNowhere
    - Rivalry of the Year (2020) – vs. Edge